# Palacios del Arzobispo
Palacios del Arzobispo es un municipio y localidad española de la provincia de Salamanca, en la comunidad autónoma de Castilla y León. Se integra dentro de la comarca de la Tierra de Ledesma. Pertenece al partido judicial de Salamanca y a la Mancomunidad Comarca de Ledesma.
Su término municipal está formado por un solo núcleo de población, ocupa una superficie total de 27,73 km² y según los datos demográficos recogidos en el padrón municipal elaborado por el INE en el año 2017, cuenta con una población de 161 habitantes.

## Historia

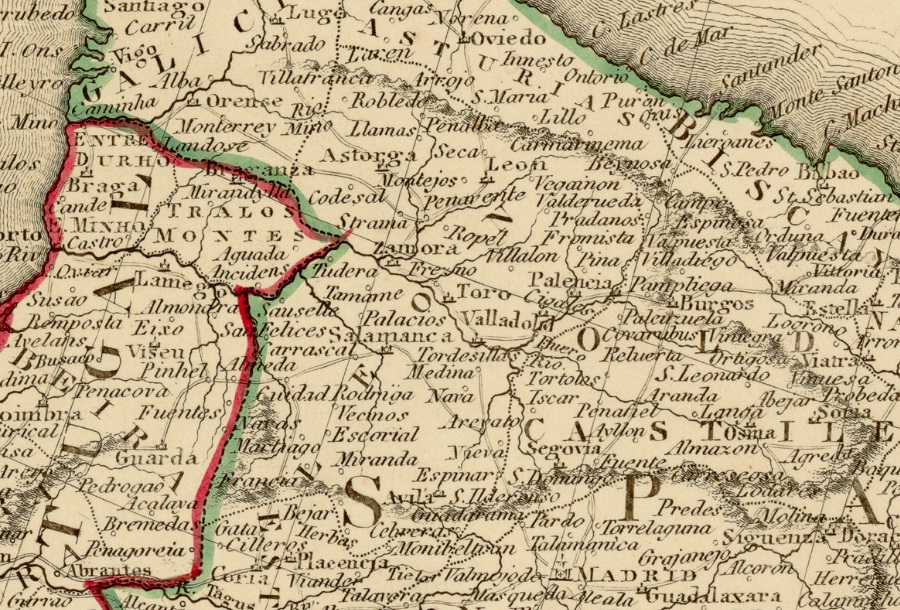
Detalle del mapa Part of Europe, publicado en 1841 por W. H. Lizars, en el que se puede observar Palacios del Arzobispo.

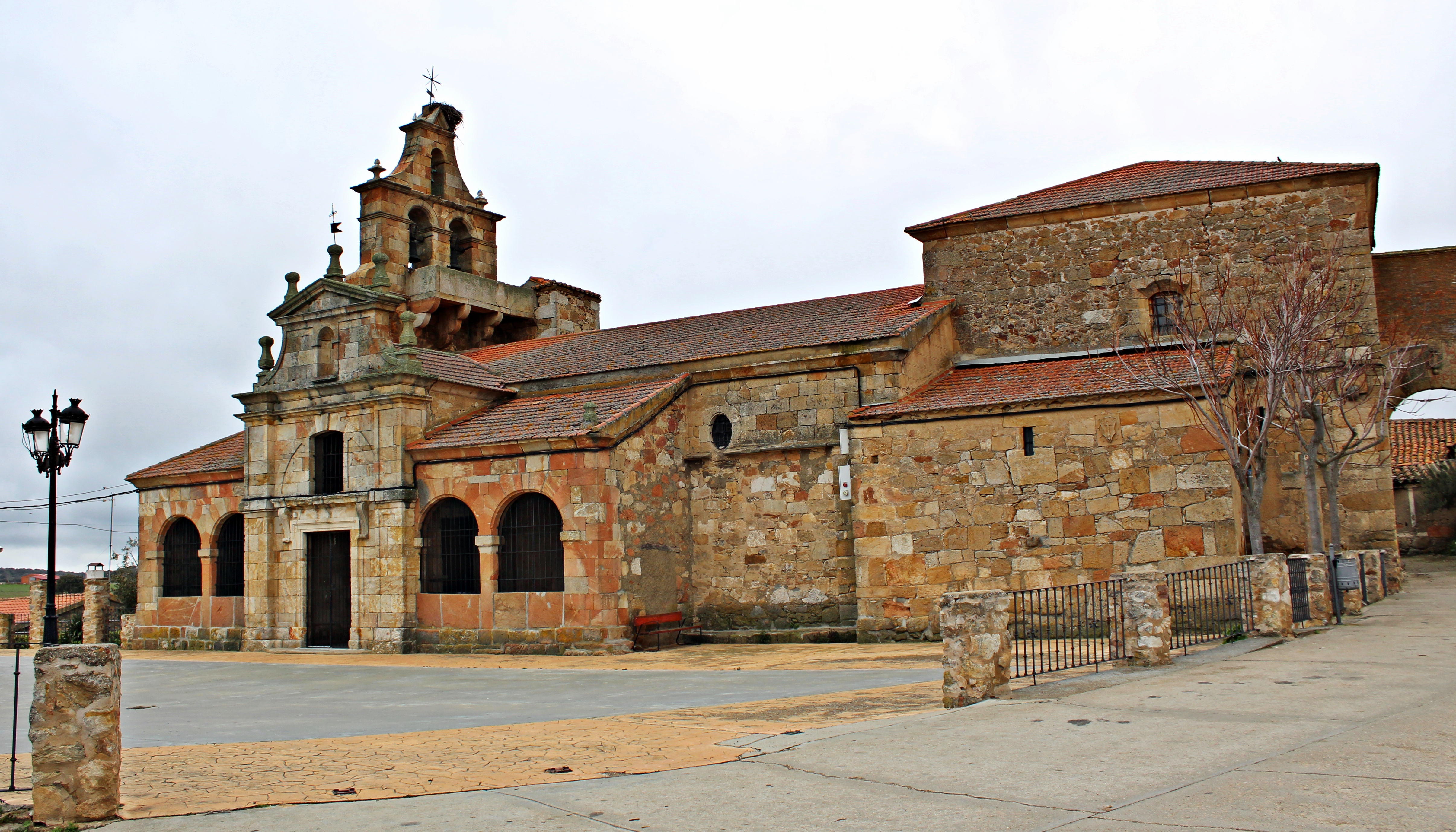
Iglesia parroquial.

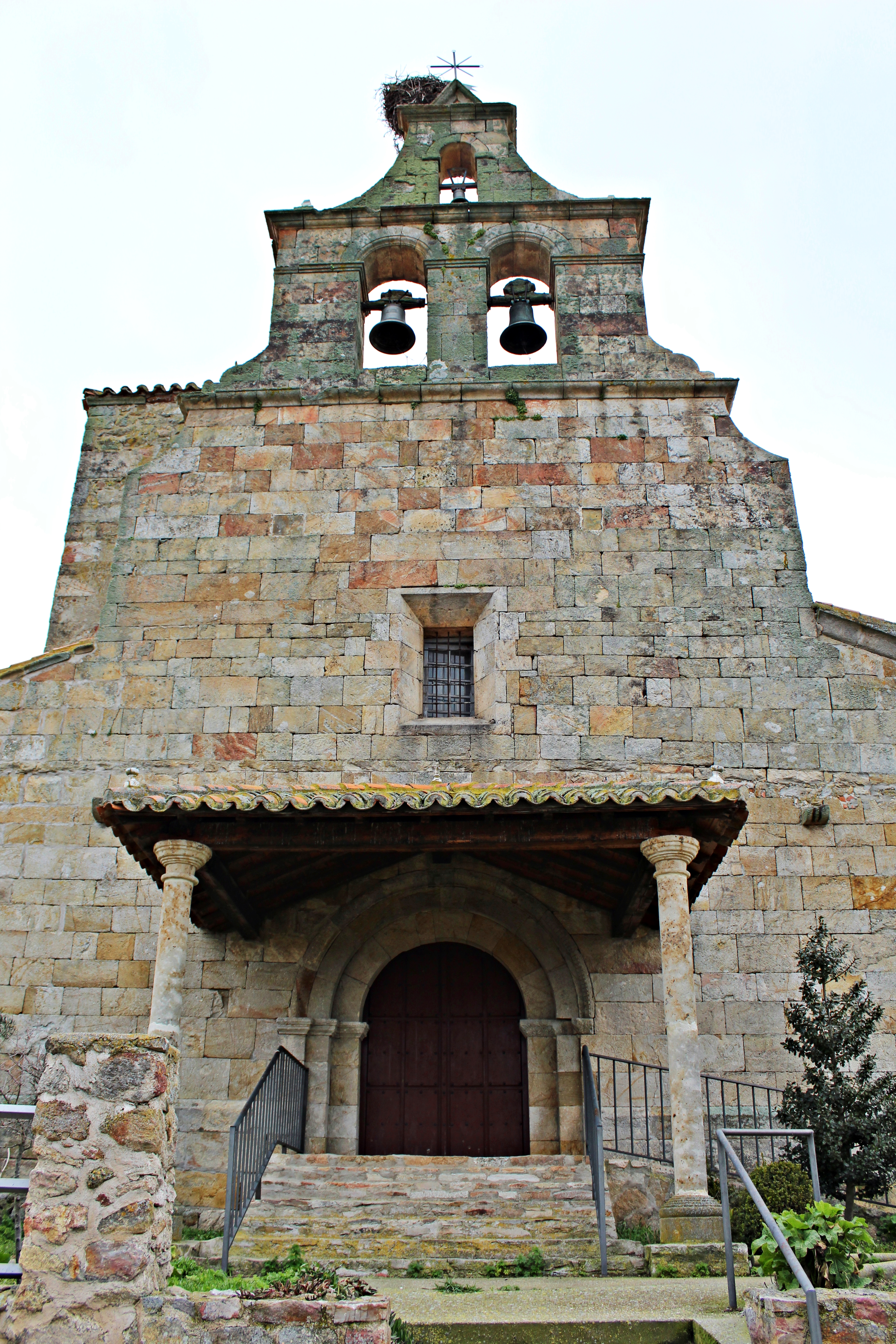
Portada principal de la iglesia.

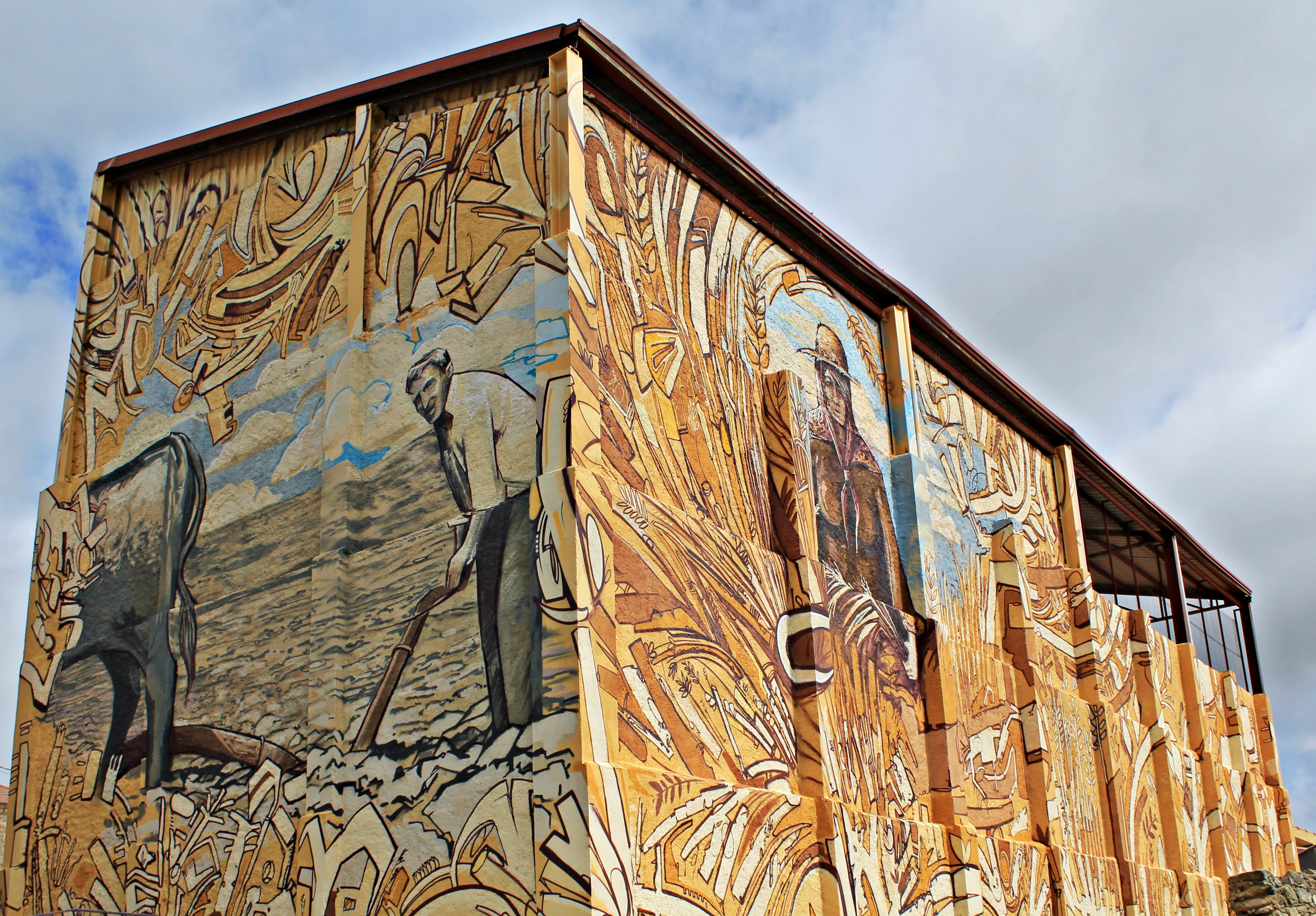
Vista exterior del frontón.

Según la tradición, el topónimo de esta localidad alude a su pertenencia al arzobispado de Santiago de Compostela, a quien pudo pasar a pertenecer en 1140, tras la donación que recibió de Alfonso VII de León, junto con otras tierras al norte de Ledesma. Lo cierto es que existe una carta pontificia de 1178 en la que figura esta sede compostelana como propietaria de la villa. Esta dependencia debió perdurar hasta finales del siglo XVI o principios del siglo XVII, pues en el «Libro de los lugares y aldeas del Obispado de Salamanca» (1604-1629) se hace constar que “Esta villa… era del arçobispado de Sant Tiago, ahora es de Salamanca”. En ese mismo ejemplar se deja constancia de la existencia de cinco ermitas bien conservadas.
Con la creación de las actuales provincias en 1833, Palacios queda encuadrado en la provincia de Salamanca, dentro de la Región Leonesa.

## Geografía humana

### Demografía
Cuenta con una población de 151 habitantes (INE 2024).
| Gráfica de evolución demográfica de Palacios del Arzobispo entre 1842 y 2021                                          |
| |
| Población de derecho según los censos de población del INE. Población de hecho según los censos de población del INE. |

## Cultura
Las fiestas de este pueblo se corresponden a la Festividad de San Juan (24 de junio) y a las Fiestas de la Asociación Cultural "La Morera" (fecha variable a elección de dicha casa cultural, si bien es cierto que caen en agosto siempre). 

## Administración y política
| Partido político                         | 2019  | 2019  | 2019       | 2015  | 2015  | 2015       | 2011  | 2011  | 2011       | 2007  | 2007  | 2007       | 2003  | 2003  | 2003       |
| Partido político                         | %     | Votos | Concejales | %     | Votos | Concejales | %     | Votos | Concejales | %     | Votos | Concejales | %     | Votos | Concejales |
| Partido Popular (PP)                     | 62,7  | 79    | 4          | 82,14 | 92    | 4          | 35,71 | 50    | 1          | 66,24 | 104   | 4          | 69,94 | 114   | 4          |
| Juntos por Palacios (JxP)                | 23,02 | 29    | 1          | —     | —     | —          | —     | —     | —          | —     | —     | —          | —     | —     | —          |
| Partido Socialista Obrero Español (PSOE) | 15,08 | 19    | 0          | 8,93  | 10    | 1          | 13,57 | 19    | 0          | 22,93 | 36    | 1          | 21,47 | 35    | 1          |
| Ciudadanos (CS)                          | 12,70 | 16    | 0          | —     | —     | —          | —     | —     | —          | —     | —     | —          | —     | —     | —          |
| Coalición SI por Salamanca (SI)          | —     | —     | —          | —     | —     | —          | 47,86 | 67    | 4          | —     | —     | —          | —     | —     | —          |
| Unión del Pueblo Salmantino (UPSa)       | —     | —     | —          | —     | —     | —          | —     | —     | —          | 0,64  | 1     | 0          | 0,61  | 1     | 0          |